# Fulton, Maryland
Fulton är en ort i Howard County i delstaten Maryland, USA.